# Knyaz Potyomkin Tavricseszkij
A Knyaz Potyomkin Tavricseszkij orosz hadihajót Grigorij Alekszandrovics Potyomkin tiszteletére nevezték el. A 20. század eleji orosz haditengerészet egyik legnagyobb egysége, mai kategorizálás szerint pre-dreadnought csatahajója volt. Hossza: 115.4 m, szélessége: 22.3 m, fegyverzete 4 x 305 mm ágyú, 16 x 152 mm ágyú, 16 x 75 mm ágyú, 5 x 381 mm torpedó vetőcső. Páncélzata: övvért: 229 mm, fedélzet 51 – 76 mm, lövegtornyok: 254 mm. Sebesség: 16 csomó (30 km/h). Legénység: 26 tiszt, 705 matróz. 
Az 1905-ös orosz forradalom alatt lezajlott matrózlázadás után átkeresztelték, új neve Pantyelejmon lett. Részt vett az első világháború fekete-tengeri harcaiban, 1923-ben leselejtezték, majd szétbontották.
A hajón lezajlott zendülésről készült 1925-ben Szergej Mihajlovics Eisenstein szovjet filmrendező leghíresebb alkotása, a Patyomkin páncélos című fekete-fehér némafilm. 

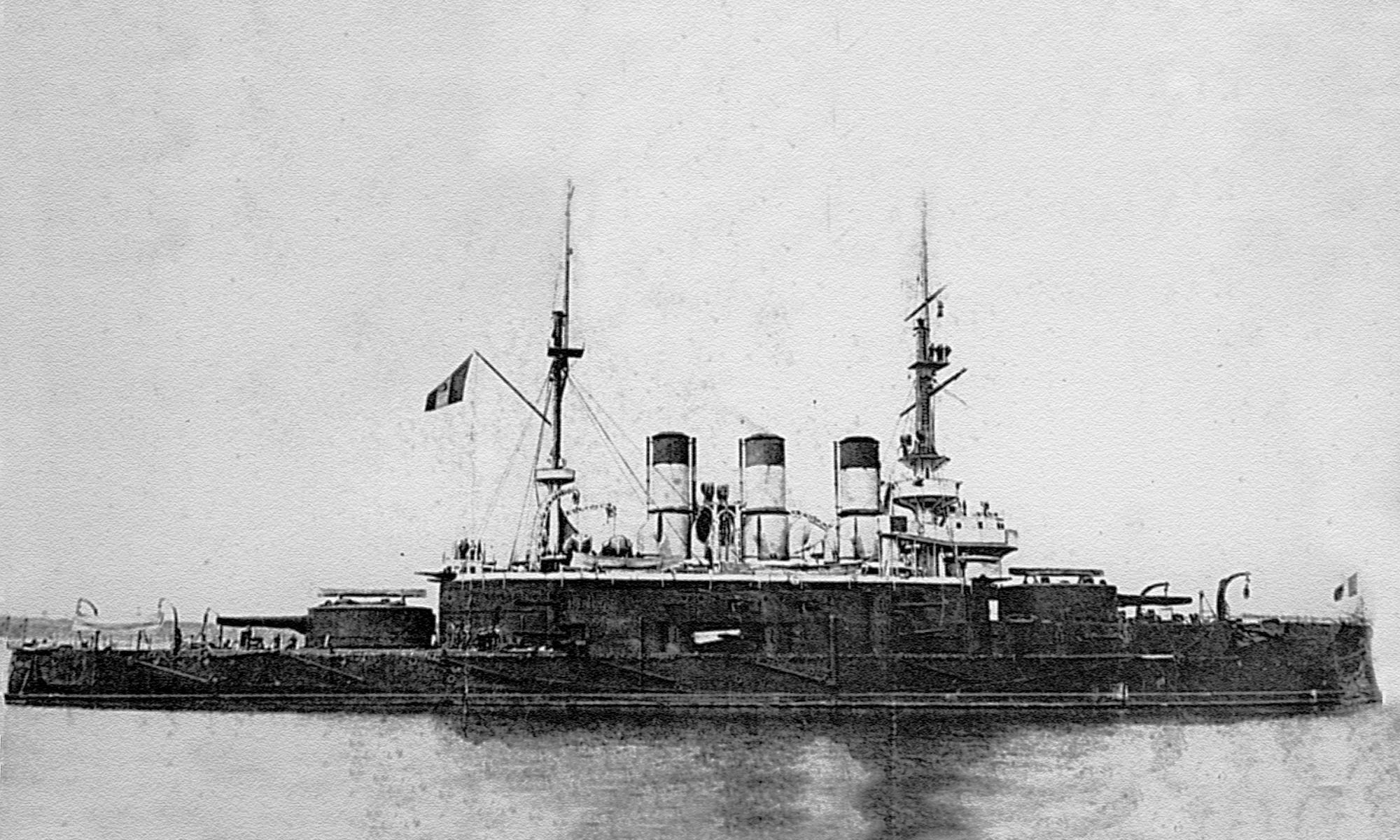
A Knyaz Potyomkin Tavricseszkij orosz pre-dreadnought csatahajó 1905. június 25-én Konstancában.
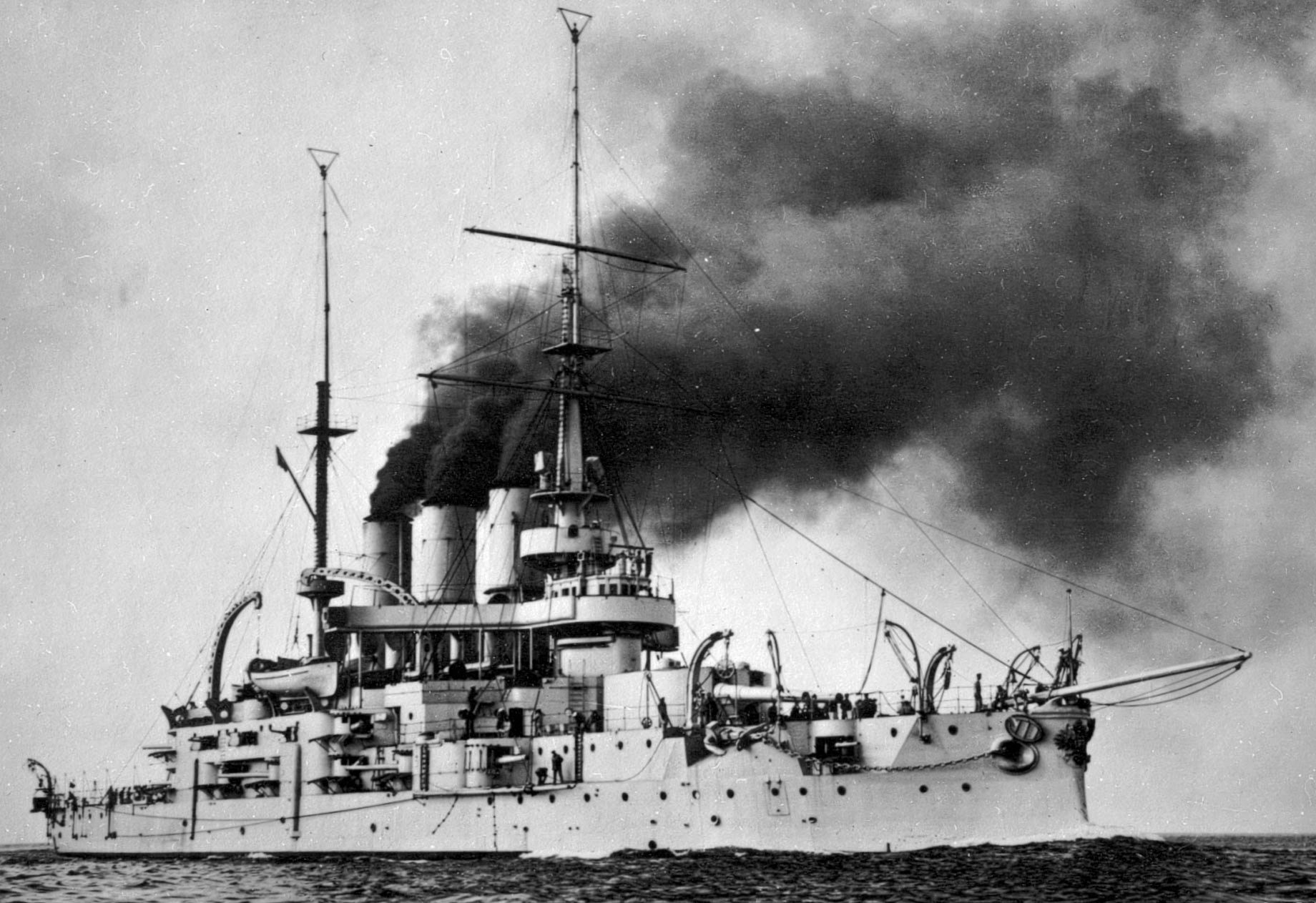
A Pantelejmon orosz csatahajó, az egykori Knyaz Potyomkin Tavricseszkij 1906-ban.
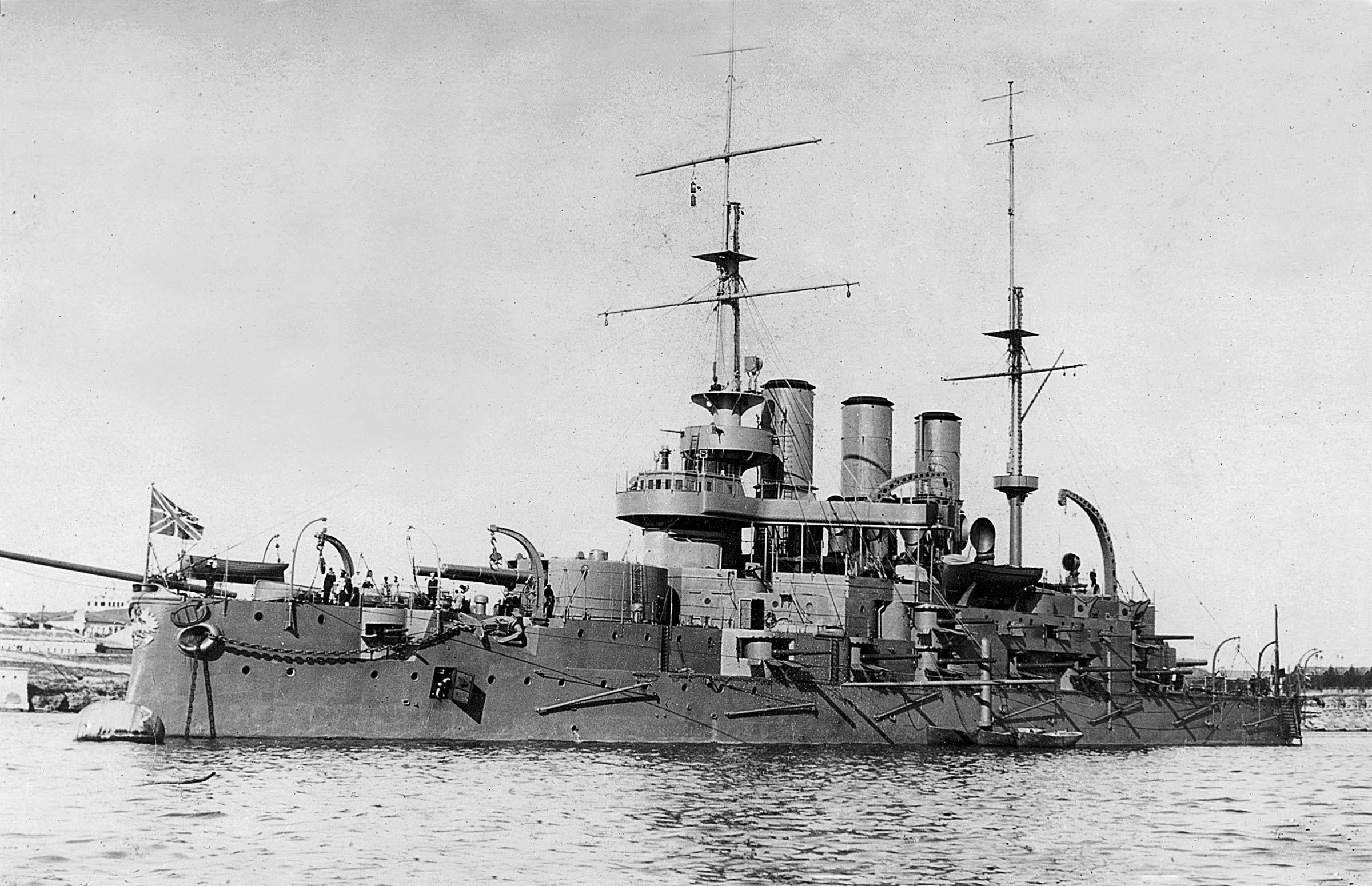
A Pantelejmon, azaz a volt  Knyaz Potyomkin Tavricseszkij orosz csatahajó 1906 és 1910 között.